# Гомогенизация
Гомогениза́ция (от греч. ὁμογενής — однородный) — технологический процесс, производимый над двух- или многофазной системой, в ходе которого уменьшается степень неоднородности распределения химических веществ и фаз по объёму гетерофазной системы.
Следует различать понятия гомогенизации и диспергирования. При гомогенизации необязательно производится дробление дисперсной фазы (например при смешивании порошкообразных твёрдых веществ). Напротив, при диспергировании гетерофазная система обычно одновременно и гомогенизируется.   
В ходе гомогенизации могут получаться как устойчивые, так и неустойчивые гетерофазные системы. Когда это возможно и необходимо, в гетерофазные системы вводятся стабилизирующие вещества (например аммиачный буфер при получении микрокристаллического гидроксиапатита).
Хотя термин «гомогенизация» обычно употребляется относительно процессов смешивания взаимно нерастворимых веществ, например таких как вода — масло, этиловый спирт — ртуть, также гомогенизации могут подвергаться и смеси твёрдых порошков (сухая строительная смесь), и смеси взаимно растворимых компонентов, особенно когда по каким-либо причинам скорость растворения замедлена.
Термин «гомогенизация» также используется в разделе строительной механики сопротивление материалов для расчёта композитных материалов, например каменной кладки, которая состоит из кладочных элементов (кирпичей, камней, блоков) и строительного раствора. При гомогенизации композитный материал заменяется условно однородным (гомогенным), физические характеристики которого интегрально совпадают с реальным материалом.

## Техника гомогенизации
- Перемешивание дисперсных систем с жидкой дисперсионной средой быстро вращающимся ротором диспергатора или венчиком.
- Прокачивание дисперсных систем типа жидкость/жидкость (например молока) под давлением до 5—400 атмосфер через отверстие головки гомогенизатора, возникающие при этом гидродинамические силы дробят фрагменты дисперсной фазы на более мелкие.
- Перемешивание порошков в многоосных, в Y-образных или в Z-образных смесителях.
- Ультразвуковая кавитационная гомогенизация дисперсных систем газ/жидкость и жидкость/газ.

### Физические методы
- Механическое перемешивание с высокими значениями градиента сдвига.
- Кавитация, возбуждаемая в среде при помощи высокоскоростного механического перемешивания или ультразвука.

## Применение
В пищевой промышленности — при производстве значительного количества пищевых продуктов.
Например: 
- за счёт гомогенизации и диспергирования жировых шариков — для создания устойчивого молока «длительного хранения»;
- в производстве сливочного масла и маргарина — для равномерного распределения водной фазы («крестьянское масло») и других компонентов в жировой среде;
- в производстве майонезов и дрессингов на жировой основе — для равномерного распределения жировой фазы в водной среде;
- в производстве пюре и паштетов, особенно в детском питании;
- в производстве соков.

В химии — для ускорения протекания химических процессов, лимитированных межфазным обменом; для изменения формы и размеров кристаллизующихся продуктов и др.
В строительстве при приготовлении строительных растворов, бетона.
В косметической и фармацевтической промышленности — для получения устойчивых эмульсий, кремов.
В лакокрасочной промышленности — при производстве масляных и водоэмульсионных красок, концентратов пигментов.
При производстве топливных и взрывчатых смесей, таких как водо-топливные эмульсии и водоугольное топливо, пороха, ракетное топливо.